# زلزال نهر واباش 1909
زلزال نهر واباش 1909 هو زلزالٌ وقعَ في Wabash River ‏ في الولايات المتحدة بتاريخ 27 سبتمبر 1909.